# 6. szimfónia (Nielsen)
A 6. Szimfónia vagyis Sinfonia semplice (dánul: Symfoni nr. 6, Simpel symfoni, FS 116, CNW 30). Carl Nielsen 1924-1925 között komponált négytételes szimfóniája.

## Keletkezése
1924 október végén ezt írta Carl Johan Michaelsennek: ,,Amennyire én látom, összességében más lesz, mint a többi szimfóniám: kedvesebb és simább, vagy hogy is mondjam, de nem tudom megmondani, hogy egyáltalán nem tudom, milyen áramlatokba kerülhetek. a kirándulás közben.”
Az első tételt november végén fejezte be Koppenhágában, a másodikat pedig karácsonykor. 1925. január végén feleségével a francia Riviérára utazott.
Amíg Koppenhágában járt, Nielsen megkomponálta a harmadik tételt, de most félre kellett tennie a szimfóniát, hogy Ebbe Skammelsen kísérőzenéjére készítsen megbízást, amelyet a szarvas parkban lévő Szabadtéri Színházban mutatnak be. Közvetlenül hatvanadik születésnapja előtt, június 9-én fejezte be Ebbe Skammelsen partitúráját. Amikor 1925. július közepén Damgaard-ba utazott, Nielsen folytathatta a szimfóniáján való munkát.
A mű bemutatója 1925.december 11-én volt Koppenhágában az Odd Fellows Palotában a Királyi Dán Zenekar előadásában a szerző vezényletével.

## Szerkezete
A szimfónia négy tételből áll:
1. Tempo giusto
2. Humoreszk: Allegretto
3. Proposta seria: Adagio
4. Tema con variazioni: Allegro

Akárcsak az 5. szimfóniában, van egy korai utalás a kulcsfontosságú B-dúrra, amelyben a szimfónia végül bezárul, mivel a fúvósreakció ezt a B-hangot üti be- és kikapcsolásaként egy egyébként G-dúr szövegrészben.
A megnyitó hangulata átadja a helyét a buzgó nyugtalanságnak, és végül két kaotikus és nyugtalanító kitörésnek, majd ismét elcsendesedik. Egy enyhén pontozott, de bizonytalan zárásra az Asz-dúrban.
A Humoreszk csak fúvósokra és ütőhangszerekre való. Nielsen a szimfónia ősbemutatójára írt jegyzeteiben azt mondta, hogy a tételben a fúvós és az ütős hangszerek „veszekednek, mindegyik ragaszkodik a saját ízléséhez és hajlamaihoz” Nielsen ezt a korabeli zenei világhoz hasonlította.
Proposta seria. Ebben a tételben több passzus kering körbe, mintha kígyók üldöznék egy pillanatra elveszett farkukat.
Fanfár, téma és variációk, fanfár-ismétlés és kóda, egy meglehetősen instabil témán B-dúrban. A kilencedik variáció, 
közvetlenül a fanfár-ismétlés és a kóda előtt, olyan hangzású és hatású, mint a Humoreszké. Mint sok variációhalmazt, ezt is megelőzi egy kisebb kulcsvariáció (a párhuzamos moll variációja), de olyan elhúzódó, hogy az utolsó kisebb kadencia megérkezésekor nehéz egyetlen egész variációként megragadni. A darab utolsó hangja egy tartósan alacsony B-dúr, amelyet két fagotton hangosan játszanak.

## Hangszerelése
1 pikoló, 2 fuvola, 2 oboa, 2 klarinét, 2 fagott, 4 kürt, 2 trombita, 3 harsona, 1 tuba, üstdob, harangjáték, xilofon, triangulum, cintányér, pergődob, nagydob, vonós hangszerek.
Az előadása – tempóválasztástól függően – 35 percet vesz igénybe.